# Bartłomiej Golec
Bartłomiej Golec (ur. 21 kwietnia 1979) – polski biathlonista, medalista mistrzostw Polski, reprezentant Polski, medalista Zimowej Uniwersjady 2001 oraz mistrzostw Europy juniorów (1998, 1999) i mistrzostw Europy seniorów w biathlonie letnim (2001).

## Życiorys
Był zawodnikiem KKS Bielsko-Biała. Na mistrzostwa Polski seniorów zdobył dwa medale: brązowe w biegu indywidualnym i w sztafecie w 2000 i srebrny  w sztafecie w 2001. Był też mistrzem Polski juniorów w biegu indywidualnym (1997), a także mistrzem Polski seniorów w biathlonie letnim, w sztafecie w 2001.
Jego największym sukcesem na arenie międzynarodowej był brązowy medal w sztafecie podczas Zimowej Uniwersjady (2001), z Michałem Piechą, Adamem Gużdą i Tomaszem Sikorą. Trzykrotnie sięgał po medale mistrzostw Europy juniorów.
Reprezentował Polskę na mistrzostwach Europy juniorów w 1997 (40 m. w biegu indywidualnym, 49 m. w sprincie), 1998 (2 m. w biegu indywidualnym, 5 m. w sprincie, 8 m. w biegu na dochodzenie) i 1999 (12 m. w biegu indywidualnym, 2 m. w sprincie, 2 m. w sztafecie (z Ryszardem Szarym, Michałem Piechą i Askaniuszem Kocembą, mistrzostwach świata juniorów w 1997 (40 m. w biegu indywidualnym, 47 m. w sprincie, 14 m. w sztafecie i 8 m. w biegu drużynowym), 1998 (25 m. w biegu indywidualnym, 15 m. w sprincie),  1999 (15 m. w biegu indywidualnym, 21 m. w sprincie, 42 m. w biegu na dochodzenie i 7 m. w sztafecie) i mistrzostwach Europy seniorów w 2001 (38 m. w biegu indywidualnym) oraz 2003 (48 m. w biegu indywidualnym, 64 m. w sprincie, 47 m. w biegu na dochodzenie i 13 m. w sztafecie).
W 2001 wywalczył srebrny medal w sztafecie podczas mistrzostw Europy seniorów w biathlonie letnim (ze Sławomirem Wisińskim, Mariuszem Oziemczukiem i Maciejem Wojciechowskim).
Po zakończeniu kariery w biathlonie zajął się biegami górskimi i skialpinizmem. Jest członkiem Klubu Skialpinistycznego Kandahar